# Alex McGregor (football, 1987)
Pour les articles homonymes, voir Alex McGregor.
Alex McGregor, né le 27 août 1987, est un footballeur international cookien. Il évolue au poste de milieu de terrain au Eastern Suburbs AFC.

## Biographie
En novembre 2014, il dispute trois matchs de Ligue des champions avec le Puaikura FC.

## International
Il dispute son premier match avec sa sélection en août 2015, lors d'une rencontre comptant pour les éliminatoires de la Coupe du monde 2018.